# Arrêtez, arrêtons, arrête
Arrêtez, arrêtons, arrête est une pièce de théâtre créée en 1997 par Christine Angot et la chorégraphe Mathilde Monnier lors du Festival Montpellier Danse.

## Distribution à la création
- Texte : Christine Angot
- Chorégraphie : Mathilde Monnier
- Scénographie : Annie Tolleter
- Interprétation : Mathias Jung
- Danseurs à la création : Herman Diephuis, Salia Sanon, Rita Quaglia, Seydou Boro, Dimitri Chamblas, Corinne Garcia, Joël Luecht
- Lieu de la représentation : Centre chorégraphique national de Montpellier

## Vidéographie
- Arrêtez, arrêtons, arrête, captation de la création théâtrale de Christine Angot (1997), réalisation de Valérie Urréa, production, édition et distribution par le Centre chorégraphique national de Montpellier Languedoc-Roussillon, 2008.